# IC 1990
IC 1990 је емисиона маглина у сазвјежђу Бик која се налази на листи објеката дубоког неба у Индекс каталогу.
Деклинација објекта је + 24° 20' 2" а ректасцензија 3h 47m 13,8s. IC 1990 је још познат и под ознакама CED 19M.